# 夏の庭で
『夏の庭で』（なつのにわで、英語：In a Summer Garden）は、フレデリック・ディーリアスが1908年に作曲した管弦楽のための幻想曲。同年12月11日にロンドンで作曲者自身の指揮により初演された。

## 楽器編成
フルート3、オーボエ2、イングリッシュ・ホルン、変ロ管クラリネット2、バス・クラリネット、ファゴット3、ホルン4、トランペット2、トロンボーン3、テューバ1、ティンパニ、グロッケンシュピール、トライアングル、ハープ、弦楽合奏

## 構成
いくつかの異なる主題を軸に築かれた作品であり、第1主題は木管楽器と弦楽器に、第2主題はイングリッシュホルンに、第3主題は、木管楽器と低音弦楽器の和音に伴奏された、ヴィオラに現れる。第3主題が烈しく展開された後、ヴァイオリンによる新しい主題で締め括られる。
出版譜には、以下のような引用句が掲げられ、作品の情緒的な内容を解く手がかりとなっている。第1の引用はダンテ・ゲイブリエル・ロセッティの次の詩である。
| 「 | All are my blooms; and all sweet blooms of love. To thee I gave while Spring and Summer sang. | 」 |

次の第2の引用は、出典が定かでない。
| 「 | Roses, lilies, and a thousand scented flowers. Bright butterflies, flitting from petal to petal. Beneath the shade of ancient trees, a quiet river with water lilies. In a boat, almost hidden, two people. A thrush is singing in the distance. | 」 |